# Општа болница Лесковац
Општa болницa Лесковац  је здравствена установа у систему здравства Србије и највећа здравствена установа на подручју Јабланичког управног округа. Она здравствену делатност обавља на секундарном нивоу здравствене заштите, који обухвата специјалистичко-консултативну и болничку здравствену делатност. Као једна од највећих и најзначајнијих општих болница у Србији она је и наставна база Медицинског факултета Универзитета у Нишу и средња медицинска школа у Лесковцу.

## Положај
Болница се налази у улици Светозара Марковића 110, у Лесковацу градском насељу и административном центру истоимене територијалне јединице и Јабланичког управног округа, коме гравитира 144 насеља са око 144.206 потенцијалних корисника болничке здравствене заштите.

## Историја
Оснивање здравствене службе у Лесковцу
Прва болничка служба у Лесковцу почела да се развија одмах након ослобођења лесковачког краја од османске владавине 1878.  године. Те године формирана је војна болница покретног типа у просторијама  тадашње школе код лесковачке цркве, Бегов конак и турски конак.  Због јако лоших здравствених услова на југу Србије у болници се стално повећаво број болничких постеља све до 400. На то је утицала и обавеза болнице да  поред војника, лечи и цивилно становништво Јабланичког намесништва.
Оснивање Среске болнице
Иако је иницијатива за градњу Среске болнице у Лесковцу иницијатива покренута 1904. године,  али су тек 1906. године државним буџетом предвиђена делимична средства за ту намену, па је зграда болнице   завршена октобра 1909. године. Болница је имала 30 болничких постеља, а од одељења инфективно и интерно одељење  и одељење за изолацију психијатријских болесника. Међутим на рад у болнице умногоме је утицао недостатак квалификованих лекара специјалиста.
Након Првог светског рата у болницу долазе први школовани  специјалисти, па је  поред интерног одељења основано и: хируршко, акушерско и педијатријско одељење (са малим бројем постеља).
Болница након Другог светског рата
Болница нагли развој  и за кратко време, постиже након Другог светског рата, када се оснивају скоро све специјалистичке службе.
У првим послератним годинама у болници су доминирала инфективна обољења, посебно туберколоза, што је условило  да инфективно одељење формира 120 болесничких постеља, а убрзо је основано и грудно одељење, такође са 120 болесничких постеља.
Са развојем болнице, развија се и поликлиничка и специјалистичка здравствена заштита. Оснивају се специјалистичке здравствене амбуланте свих дисциплина, превасходно ангажовањем специјалиста из Ниша за рад у одговарајућим специјалистичким службама. Обогаћује се дијагностика увођењем ултразвука, ендоскопије, изотопске лабораторије и других метода.
Реорганизација здравства у Лесковцу
Од 1990. до 2007. године Општа болница функционише као саставни део Здравственог центра Лесковац. Да би након реорганизације од  1 јула 2007. године Општа болница Лесковац почела да послује као самостална здравствена установа под називом „Општа болница Лесковац”.

## Делатност
Општа болница Лесковац пружа здравствену заштиту лицима свих узраста оболелих од разних врста заразних незаразних и специфичних болести, и обављања стационарне и специјалистичко-консултативне делатности, у оквиру којих:
- Прати здравствено стање становништва и здравствену заштиту у областима за које је основана и преузима и предлаже мере за њихо унапређење;
- Прати и спроводи методе и поступке превенције, дијагностике, лечења и рехабилитације засноване на доказима, а нарочито утврђене стручно-методолошким протоколима;
- Обезбеђује услове за стручно усавршавање запослених и унапређује организацију и услове рада;
- Спроводи мере ради спречавања нежељених компликација и последица при пружању здравствене заштите, као и мере опште сигурности за време боравка грађана у здравственој установи и обезбеђује сталну контролу спровођења ових мера;
- Организује и спроводи мере у случају елементарних и других већих непогода а у оквиру својих делатности врши послове одбране земље који се односе на планирање, организовње, припремање и оспособљавање за рад у случају ратног и ванредног стања и одговорна је за вршење услуга из делатности за коју је регистрована,на нивоу утврђеном плановима одбране и одлукама надлежних органа;
- Организује и спроводи стручно усавршавање здравствених радника, здравствених сарадника и осталих запослених ради унапређења квалитета стручног рада и унутрашнњу проверу тих мера ;
- Организује и спроводи мере сталног унапређења квалитета стручног рада и спроводи његову унутрашњу проверу;
- Спроводи мере ради спречавања нежељених компликација и последица при пружању здравствене заштите, као и мере опште безбедности за време боравка грађана у Општој болници и обезбеђује сталну контролу ових мера.

## Организација рада
Општа болница која је основана за територију општина: Лесковац, Лебане, Бојник, Власотинце, Црна Трава и Медвеђа, обавља здравствену делатност на секундарном нивоу која обухвата:
- пријем и збрињавање ургентних стања,
- специјалистичко консултативне прегледе,
- специјалистичко-консултативну и стационарну здравствену делатност из области: интерне медицине,     пнеумофтизиологије, неурологије, инфективних и кожних болести, онкологије, опште хирургије, дечје хирургије, пластичне и реконструктивне хирургије, васкуларне хирургије, ортопедије са трауматологијом, урологије, оториноларингологије, максилофацијалне хирургије, офталмологије, педијатрије, гинекологије и акушерства и психијатрије;
- дијагностику и терапијски третман у току дневног рада и у оквиру дневне болнице;
- физикалну медицину и рехабилитацију;
- анестезиологију са реанимацијом;
- лабораторијску, радиолошку, патолошко-анатомску и другу дијагностику;
- снабдевање крвљу и крвним продуктима;
- фармацеутску здравствену делатност преко болничке апотеке;
- продужену болничку негу;
- санитетски превоз и друге послове у складу са законом.

## Резултати рада
| Капацитет и коришћење Опште болнице Лесковац у 2015. години. | Капацитет и коришћење Опште болнице Лесковац у 2015. години. | Капацитет и коришћење Опште болнице Лесковац у 2015. години. | Капацитет и коришћење Опште болнице Лесковац у 2015. години. | Капацитет и коришћење Опште болнице Лесковац у 2015. години. | Капацитет и коришћење Опште болнице Лесковац у 2015. години. |
| Број постеља                                                 | Број исписаних болесника                                     | Број дана лечења                                             | Просечна дужина лечења (дани)                                | Просечна дневна заузетост постеља (%)                        | Обрт болничких постеља                                       |
| ------------------------------------------------------------ | ------------------------------------------------------------ | ------------------------------------------------------------ | ------------------------------------------------------------ | ------------------------------------------------------------ | ------------------------------------------------------------ |
| 781                                                          | 30.648                                                       | 161.523                                                      | 5,3                                                          | 56,7                                                         | 39,2                                                         |

## Организациона структура
Општа болница Лесковац која обавља стационарну и специјалистичко – консултативну делатност и друге делатности преко организоване службе за обављање специјалистичко – консултативне и стационарне здравствене делатности и друге делатности организована је на следећи начин:
Управни органи
- Директор
- Управни одбор
- Надзорни одбор

Стручни органи Опште болнице
- Стручни савет
- Стручни колегијум
- Етички одбор
- Комисија за унапређење квалитета рада

Сектори и службе
| - Сектор за интернистичке гране медицине - Служба за интерну медицину са дерматовенерологијом - Служба за пнеумофтизиологију - Служба за нефрологију са центром за дијализу - Служба за неурологију - Служба за инфективне болести - Служба за психијатрију - Служба за продужену негу и лечење - Сектор за хируршке гране медицине - Служба за општу хирургију - Служба за ортопедију и трауматологију - Служба за урологију - Служба за оториноларингологију са максилофацијалном хирургијом - Служба за офталмологију | - Служба за анестезиологију са реанимацијом - Служба за пријем и збрињавање ургентних стања - Служба за педијатрију - Служба за гинекологију и акушерство - Служба за физикалну медицину и рехабилитацију - Служба за радиолошку дијагностику - Служба за лабораторијску дијагностику - Служба за патолошко-анатомску дијагностику - Служба за трансфузију крви - Служба за социјалну медицину са статистиком и информатиком - Служба за правне и економско-финансијске послове - Служба за техничке и друге послове - Болничка апотека |